# Dirty Linen e New-Found-Land
Dirty Linen e New-Found-Land sono due opere teatrali del drammaturgo britannico Tom Stoppard, debuttate a Londra nel 1976 e sempre portate in scena in repertorio.

## Trama
Dirty Linen
Una speciale commissioni della Camera dei comuni si è riunita per discutere di uno scandalo sessuale discusso da tutte le maggiori testate nazionale. Secondo quando riportato, una donna misteriosa ha accusato 128 membri della camera di essere promiscui e i sei membri della commissione cercano di arginare il problema e ridare lustro alla Camera. I sei, tuttavia, non sono migliori dei loro colleghi e ognuno di loro cerca di nascondere una propria tresca con l'aiuto della loro segretaria, Miss Madeleine Gotobed. Solo alla fine i sei capiranno che Miss Gotobed è la donna che è stata vista insieme con tutti i centoventotto esponenti della Camera.
New-Found-Land
Nella stessa stanza, due burocrati dell'Home Office discutono sulla naturalizzazione di un cittadino statunitense e i due uomini, uno giovane e uno più maturo, elencano colpiti tutti i possibili stereotipi sugli americani. La loro conversazione è interrotta dal ritorno dei sei membri del comitato, che alla fine decidono di dichiarare false tutte le voci che circolano, ripulendo così la reputazione di tutti gli accusati.

## Il debutto
Il dittico teatrale è stato portato al debutto il 6 aprile 1976 all'Amost Free Theatre di Londra per la regia di E. D. Berman. Le due opere sono state riproposte all'Arts Theatre di Londra dal giugno 1976, ottenendo così tanto successo da rimanere in cartellone per quattro anni consecutivi.